# Pargowo

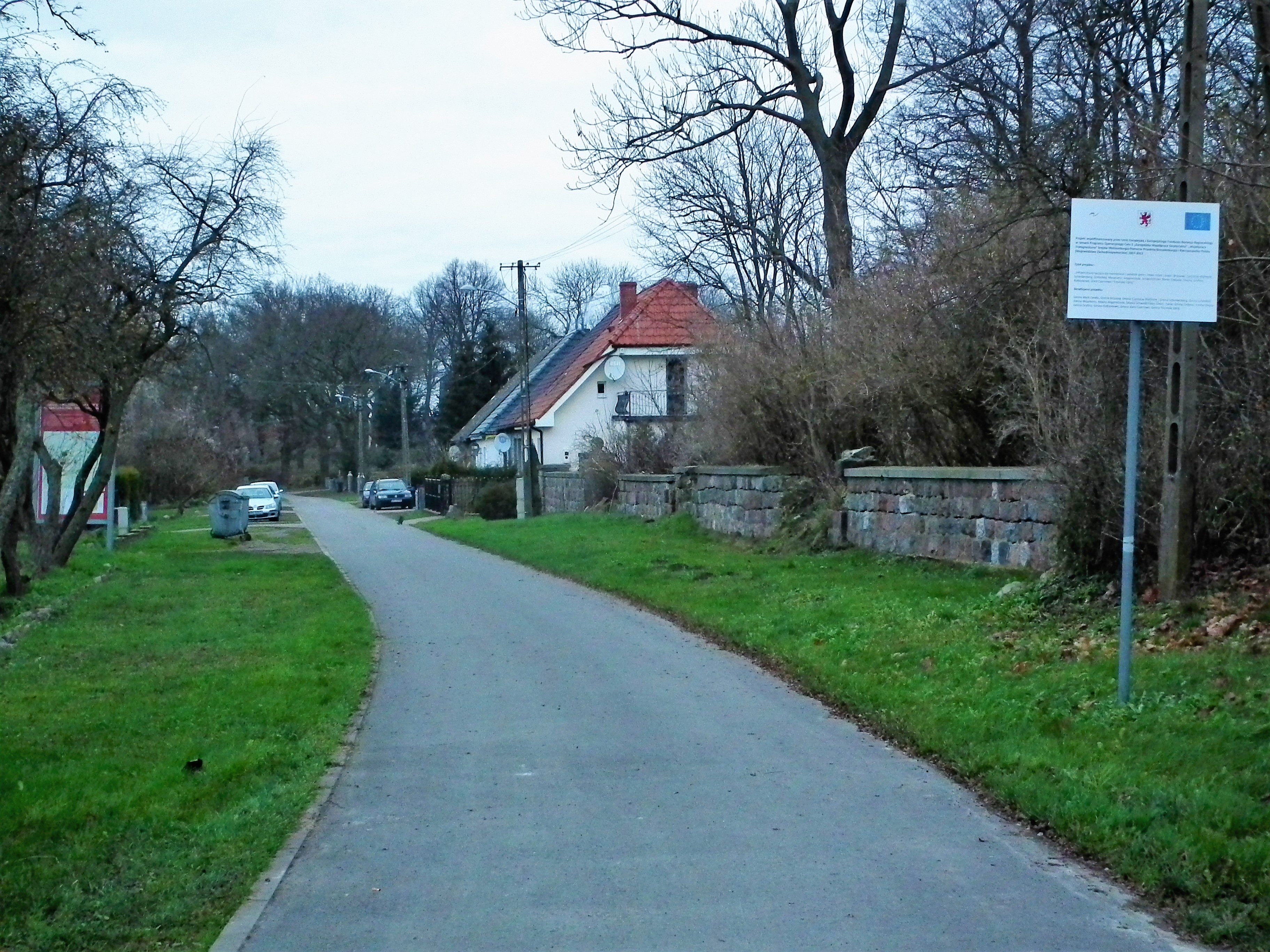
Dorfstraße

Pargowo (deutsch Pargow) ist ein Dorf in der Gemeinde (Gmina) Kołbaskowo (Kolbitzow) im Powiat Policki (Pölitzer Kreis) im Nordwesten der polnischen Woiwodschaft Westpommern. 

## Geographische Lage
Das Dorf liegt in Vorpommern, etwa 18 Kilometer südwestlich von Stettin an der Grenze zwischen der Bundesrepublik Deutschland und der polnischen Woiwodschaft Westpommern.

## Geschichte
Der Ort wurde 1240 erstmals urkundlich erwähnt. Das alte Wussowsche Lehen kam am 5. März 1770 an den Domänenrat David Christian Krause.
Pargow gehörte bis 1939 zum Landkreis Randow, anschließend bis 1945 zum Landkreis Greifenhagen, im Regierungsbezirk Stettin der preußischen Provinz Pommern des Deutschen Reichs. Die Ortschaft war dem Amtsbezirk Mescherin zugeordnet.
Gegen Ende des Zweiten Weltkriegs wurde die Region von der Roten Armee besetzt. Nach Kriegsende wurde Pargow zusammen mit Stettin und ganz Hinterpommern – militärische Sperrgebiete ausgenommen – seitens der sowjetischen Besatzungsmacht der Volksrepublik Polen zur Verwaltung unterstellt. Es begann danach schon die vereinzelte Migration erster Polen. Das Dorf wurde in „Pargowo“  umbenannt. In der Folgezeit wurde die einheimische Bevölkerung von der polnischen Administration aus der Region vertrieben. 
Die deutsch-polnische Grenze verläuft seitdem unmittelbar westlich des Ortes und seit 1951 auch unmittelbar südlich von Pargow, als der Nachbarort Staffelde im Rahmen eines Gebietsaustauschs wieder deutsch wurde.

## Dorfkirche

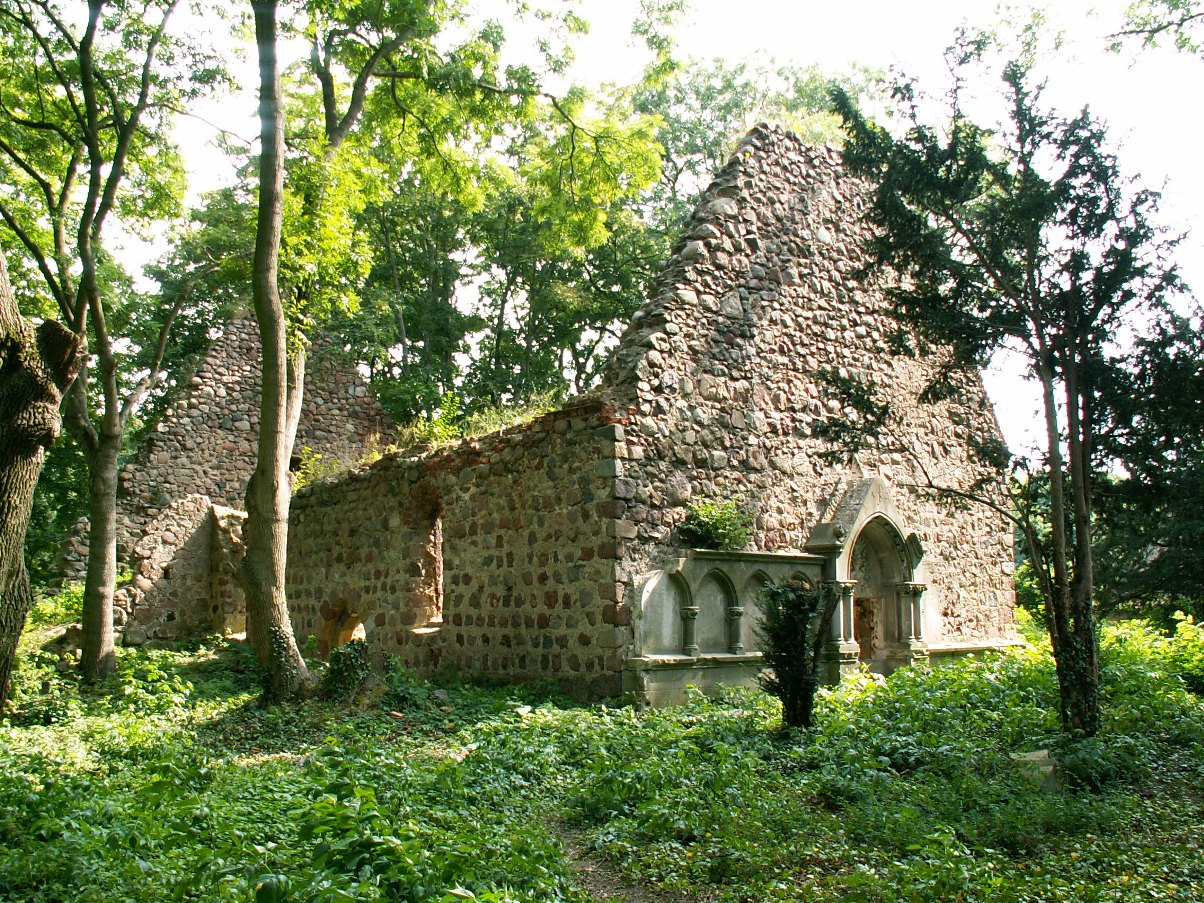
Ruine der Dorfkirche, bis 1945 Gotteshaus der evangelischen Gemeinde Pargow

Die Dorfkirche, ein gotischer Feldsteinbau aus dem XIII. Jahrhundert, wurde nach 1945 nicht mehr genutzt und verfiel zur Ruine.
Die Kirche ist ein bemerkenswerter Belegt dafür, dass in der ersten Phase des dörflichen Kirchenbaus in Pommern, von etwa 1250 bis in das dritte Jahrzehnt des 14. Jahrhunderts trotz ersten Einflusses der gotischen Backsteinarchitektur noch kunstvoll mit Feldstein gearbeitet wurde. In der Pargower Kirche wurden aus Steinquadern flache Giebelblenden und ein schönes frühgotisches Portal, eingefasst von einer mit einem dreiblättrigen Bogen bekrönten Nische, gefertigt, während Backsteine lediglich an den Kanten der spitzbogigen Fenster vorkamen.